# 편마암

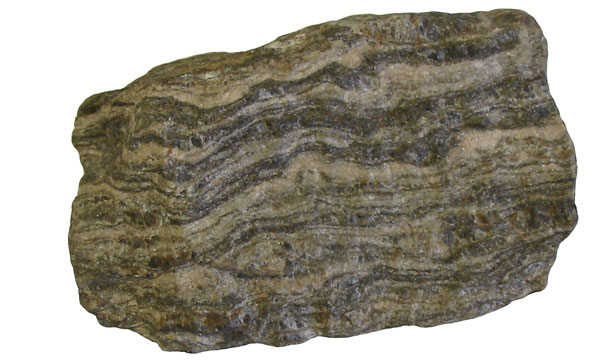
편마암

편마암(片麻巖, 영어: gneiss)은 기존의 암석이 고온 고압의 변성과정을 받아 생기는 변성암의 하나이다. 편마암은 굵은 편리가 발달하여 있고 큰 결정으로 이루어져 있다. 운모, 녹니석과 같은 판상 광물의 함유량이 적다. 편마암은 어떤 암석이 변성되었는가에 따라 화강편마암, 섬록편마암 등으로 구분하기도 하지만 일반적으로는 구성 광물에 따라 석류석 편마암, 흑운모 편마암 등으로 구분한다. 화성암의 변성으로 생긴 편마암을 정편마암, 퇴적암의 변성으로 생긴 편마암을 준편마암으로 구별하여 쓰기도 한다.

## 편마 구조와 편리
편마암의 줄무늬는 높은 온도와 강한 압력을 받았을 때 만들어진다. 편마암에 나타나는 줄무늬를 '편마 구조'라 부르고, 편마암보다 약한 열과 압력을 받은 편암에 나타나는 구조는 '편리'라 부른다. 편마 구조와 편리를 묶어서 '엽리'라 부르는데, 나뭇잎이 쌓인 것처럼 보인다는 뜻에서 유래한 용어이다.

## 안구상편마암

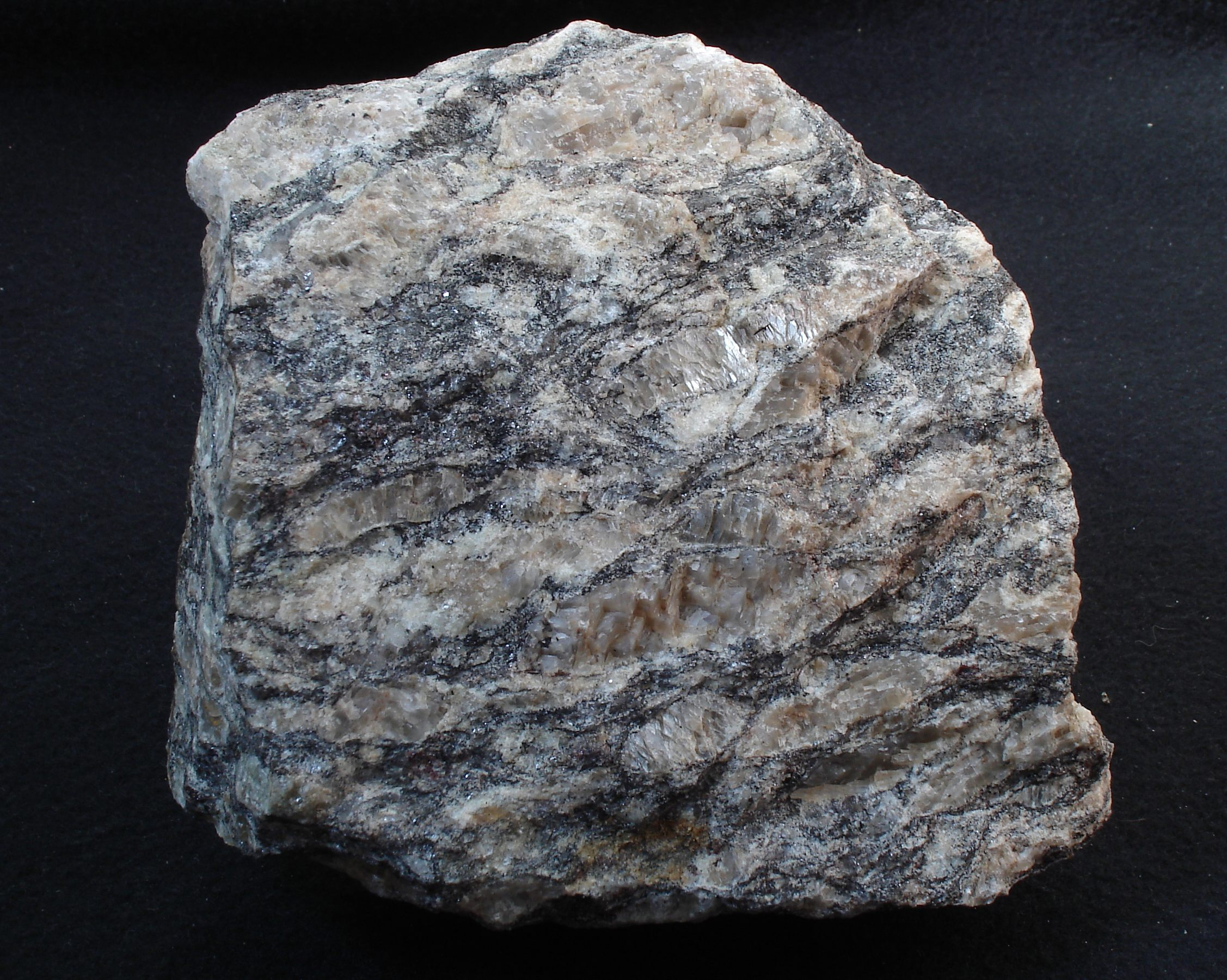
안구상편마암, 브라질 리오데자네이로

안구상편마암(眼球狀片麻巖, Augen gneiss)은 거정질 편마암의 일종으로 화성암이 변성작용을 받아 생겼을 것으로 생각된다. 타원 모양 또는 렌즈 모양의 장석, 주로 미사장석으로 된 반상의 광물 덩어리가, 석영, 흑운모, 자철석 등으로 된 호(縞, band) 사이에 군데 군데 박혀있는 특징적인 형태를 가진다.
영어명 Augen gneiss의 Augen은 '눈'을 의미하는 독일어 'Augen'에서 유래되었다.

## 같이 보기
- 암석 목록

1. ↑  <지구를 소개합니다> 신규진, 2017. 112P